# فلورنس بارکر (شناگر)
فلورنس بارکر (انگلیسی: Florence Barker؛ ۱۹۰۸ – نامشخص) شناگر اهل بریتانیا بود.
وی در مسابقات کشوری و بین‌المللی در مجموع برندهٔ ۱ مدال نقره شده‌است.